# Onitis pyramus
Onitis pyramus là một loài bọ cánh cứng trong họ Bọ hung (Scarabaeidae).